# Kváskovice
Kváskovice är en ort i Tjeckien.   Den ligger i regionen Södra Böhmen, i den sydvästra delen av landet, 100 km söder om huvudstaden Prag. Kváskovice ligger 483 meter över havet och antalet invånare är 102.
Terrängen runt Kváskovice är varierad. Runt Kváskovice är det ganska glesbefolkat, med 28 invånare per kvadratkilometer. Närmaste större samhälle är Písek, 17,0 km nordost om Kváskovice. Omgivningarna runt Kváskovice är en mosaik av jordbruksmark och naturlig växtlighet.